# Christelijk Instituut Effatha Voorburg/Zoetermeer
Das Christelijk Instituut Effatha ist eine Gehörlosenschule in Zoetermeerdie am 17. Oktober 1888 als Christelijk Instituut Effatha voor doven von Prof. L. Lindeboom, Rev. J. Vonk und Rev. H. Beuker gegründet wurde. Der Name stammt aus Markus 7:34. Hier spricht Jesus dieses Wort zu einem tauben Mann, wo es mit „öffne dich!“ übersetzt wird.

## Die Anfangszeit
Prof. L. Lindeboom hatte Schwierigkeiten, die richtigen Lehrer zu finden. Die gehörlosen Schüler erhielten Unterricht in seinem eigenen Zuhause. Erst 1891 erwarb Effatha ein eigenes Gebäude in der Langebrug 87 in Leiden. Aufgrund der steigenden Schülerzahl musste Effatha 1899 in das ehemalige Waisenhaus „Bethel“ von Rev. Eigeman am Wolwevershaven in Dordrecht umziehen. Die Studenten wohnten in Internaten. Der Schulleiter und seine Frau fungierten als Hauseltern. 1902 zog Effatha in das Gebäude „Henegouwen“ in der Gravenstraat in Dordrecht.
Im Jahr 1926 kaufte Effatha für über 100.000 Gulden ein großes Grundstück, Hoekenburg in Arentsburg in Voorburg. Die 97 Schüler, 10 Lehrer, der Hausvater und die Hausmutter sowie 8 Bedienstete zogen in die neue Unterkunft. Es wurde ein Auditorium errichtet, das als Bühne und Kirche diente. Die Schüler erhielten Geschenke von Spendern aus Voorburg. Effatha erhielt zu wenig Geld von der Regierung. Aus diesem Grund wurde die Stiftung Vrienden van Effatha gegründet, um Spenden zu sammeln. Heute spendet diese Stiftung Geld an wohltätige Zwecke, beispielsweise an Schulen für Gehörlose in Entwicklungsländern.
Während des Zweiten Weltkriegs wurde ein Kutschenhaus von Hoekenburg zerstört. Auch ein Teil des Arentsburg-Gebäudes wurde durch eine Fliegerbombe schwer beschädigt. Der Zuschauerraum wurde in ein Notlazarett zur Versorgung der Verwundeten umgewandelt.

## Nach dem Zweiten Weltkrieg
Im Jahr 1949 hatte Effatha 192 Schüler. Neben der Arentsburg wurde ein neues Gebäude errichtet. In der Nähe von Hoekenburg wurde eine Schule gebaut. Zehn Jahre später war die Schülerzahl auf 351 angewachsen. Auf dem Gelände wurden ein Mädchen- und ein Jungeninternat eingerichtet. In den 1970er-Jahren musste Effatha auch Mobilheime bauen.
Im Jahr 1979 kaufte das Institut ein Grundstück mit einem Bauernhof in Zoetermeer für den Bau neuer Schulen und eines Internats.
In den 1990er-Jahren wurde middelbaar algemeen voortgezet onderwijs (mavo) angeboten. Ab 1999 wurde auch eine voruniversitäre Ausbildung hoger algemeen voortgezet onderwijs (havo) angeboten. Effatha begann mit dem Stedelijk College Zoetermeer (heute Beroepscollege Zoetermeer) zusammenzuarbeiten, um den Schülern eine reguläre Ausbildung anzubieten. Die VMBO-Abteilung (voorbereidend middelbaar beroepsonderwijs) wurde in das Gebäude des Stedelijk College verlegt. Die Kinder mit Verhaltensproblemen wurden auf einem Bauernhof in Alphen aan den Rijn untergebracht.
Effatha eröffnete eine Schule in Apeldoorn. Da sich die Regierung nicht an der Finanzierung beteiligen wollte, musste Effatha die Kosten selbst tragen.

## Seit 2000

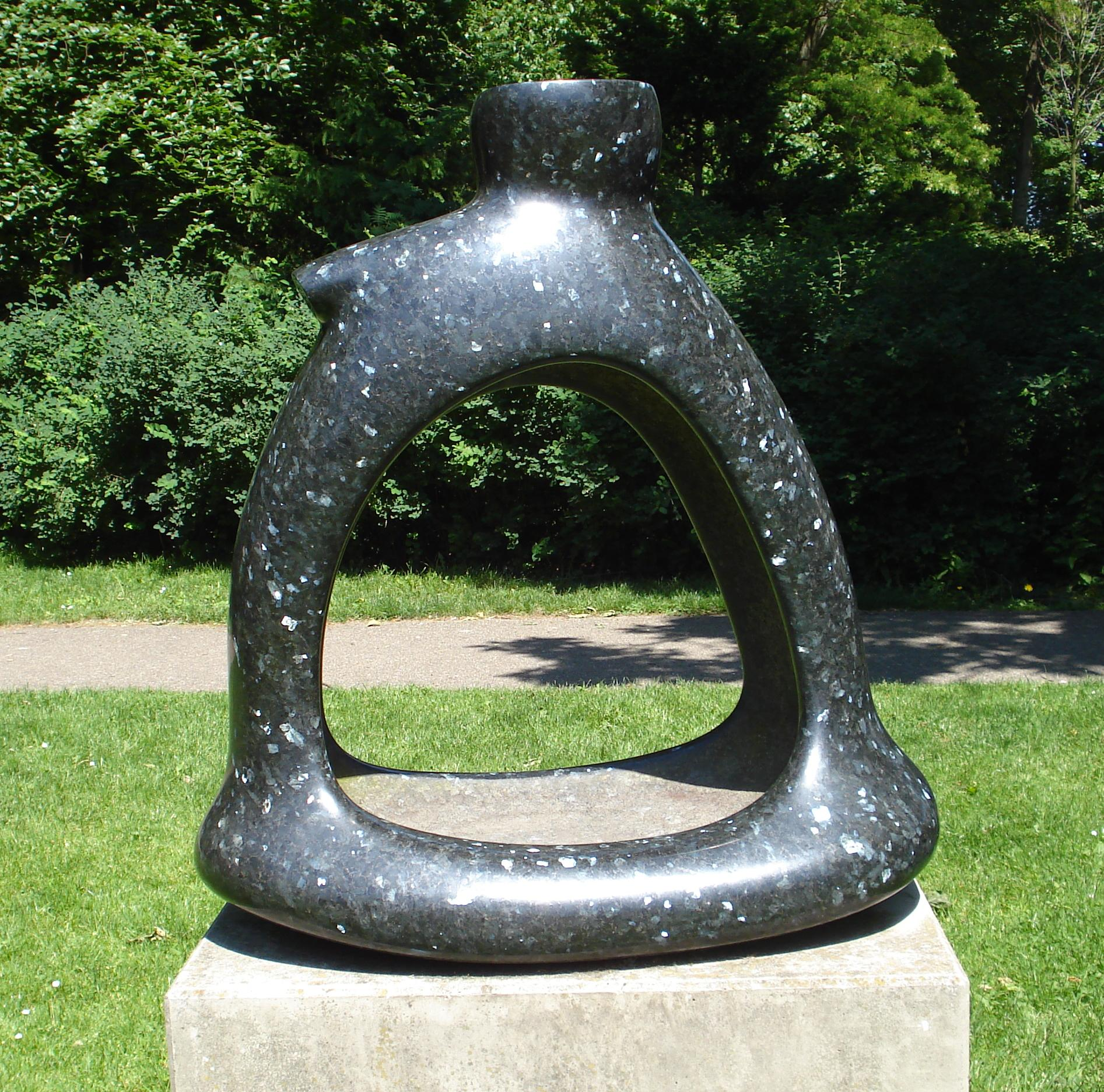
Klangbild in Voorburg von Immanuel Klein (Erinnerung an Effatha)

Das Internat in Zoetermeer wurde in ein Büro umgewandelt. Die alten Internate in Voorburg standen schon seit geraumer Zeit leer. Die Internatsschüler wurden in Häusern in Zoetermeer untergebracht. Aus diesem Grund hat Effatha beschlossen, das Gelände in Voorburg zu verkaufen. Am Welttag der Gehörlosen im Jahr 2000 verabschiedeten sich (ehemalige) Studierende und (ehemalige) Mitarbeiter feierlich von den alten Gebäuden in Voorburg. Ein 1988 enthülltes Steindenkmal in Form weißer Hände wurde in das Tierheim in Zoetermeer verlegt. Effatha nutzte die Gelegenheit, um sich für die körperliche Bestrafung von Schülern in der Vergangenheit zu entschuldigen. Diese körperlichen Strafen folgten auf den heimlichen Gebrauch der Gebärdensprache, der zuvor verboten war. Erst 2005 wurden zahlreiche Altbauten abgerissen, um Platz für Luxuswohnungen zu schaffen. Nur Arentsburg und Hoekenburg blieben übrig.
Im Jahr 2002 fusionierten Effatha, Signis, Weerklank und Guyot zur Koninklijke Effatha Guyot Groep (KEGG).
Die neue Organisation erhielt von Königin Beatrix den Titel Koninklijk, da dieser Titel dem Guyot-Institut bereits 1948 von Königin Wilhelmina verliehen wurde.
Im Jahr 2009 erfolgte eine Fusion mit der  stichting Viataal. Infolgedessen wurde der Name der Gruppe vorübergehend in KegViataalGroep geändert. Seit dem 1. Januar 2010 sind dies die drei Organisationen: Koninklijke Effatha Guyot Group, Viataal und Sint Marie fusionierten zu einer neuen Organisation namens Kentalis.

## Direktoren
- 1891–1906: Leendert Cornelis Oranje ('s-Heer Abtskerke, 12 juni 1860 - Dordrecht, 21 sept. 1906)
- 1907–1916: A. Kes
- 1916–1942: A.A. van Holten
- 1942–1957: C. Timmer
- 1957–1981: J.L. van der Have
- 1981–1990: K. Koenen
- 1990–2002: G. Schaart